# Endiandra sleumeri
Endiandra sleumeri är en lagerväxtart som beskrevs av André Joseph Guillaume Henri Kostermans. Endiandra sleumeri ingår i släktet Endiandra och familjen lagerväxter. Inga underarter finns listade i Catalogue of Life.